# Anquímolo
Anquímolo (en griego Ἀγχίμολος, Anchimolos; fallecido en 511 a. C.) fue un comandante militar espartano que murió mientras dirigía una expedición fallida contra el tirano ateniense Hipias en 511 a. C. Posiblemente fue el primer navarco (líder de barcos).

## Vida
Anquímolo, hijo de Aster, fue un homoioi que recibió el mando de la primera expedición de Esparta contra el tirano ateniense Hipias. La incursión en el Ática se llevó a cabo por mar y no por tierra, como era costumbre espartana, posiblemente para evitar la oposición de la ciudad de Mégara durante la marcha. Esto significaba que la expedición era pequeña, ya que estaba dirigida por un ciudadano privado y no por uno de los reyes de Esparta, y porque los barcos sólo podían transportar unas pocas tropas, todas a pie. Anquímolo y sus tropas desembarcaron en Falero, mientras Hipias reclutaba la ayuda de 1.000 jinetes tesalios aliados, dirigidos por un rey local, Cineas. Este derribó algunos bosques locales para crear un terreno favorable para ellos, y atacó a los espartanos, que carecían de una fuerza de protección. Los espartanos, que no estaban preparados para enfrentarse a este fuerte cuerpo de caballería, fueron derrotados y devueltos a sus naves. Anquimolo fue uno de los muertos y posteriormente enterrado en Alopece cerca del templo de Heracles en Cinosargo.
Se ha sugerido  que Anquímolo fue el primer espartano que ocupó el cargo de navarco (líder de barcos).
El nombre Anquímolo, que significa "cerca", es muy poco frecuente en la historia de la Grecia antigua.